# Birgitte Cramer
Birgitte Cramer f. Flaga (født 12. september 1939 i Helsingør) er en tidligere dansk landsholdspiller i håndbold som vandt sølv ved verdensmestersksberne 1962 i Rumænien.
Cramer, som spillede i Helsingør IF og Hørsholm UI, nåede fire landskampe. Hun spillede sin sidste landskamp mod Vesttyskland i Lübeck, den 9. december 1962.
Cramer er indehaver af modebutikken Ophelia i Helsingør.